# Левинсон, Борис Леопольдович
Борис (Бернгард) Леопольдович Левинсон (7 апреля 1919, Москва — 19 декабря 2002) — советский и российский актёр и театральный режиссёр. Народный артист Российской Федерации (2000).

## Биография
Родился в семье Леопольда Бернгардовича Левинсона (1888—?), впоследствии товароведа Центрвоенторга на Воздвиженке, и Груни Нефтелевны (Гертруды Анатольевны) Гинзбург (1890—?), впоследствии медсестры Кремлёвской больницы. Свой творческий путь Борис Левинсон начал в 1937 году в оперно-драматической студии имени К. С. Станиславского (ныне Электротеатр Станиславский).
В 1957 году был приглашен в Московский театр имени В. Маяковского.
С середины 1970-х играл на сцене Театра имени В. Маяковского в роли ярких, психологически развёрнутых образов. На его счету такие роли, как, например, Вожак («Человек из Ламанчи» Д. Вассермана и Д. Дэриона), Вермишев («Своей дорогой» Р. Ибрагимбекова), клоун Бом («Венсеремос!» Г. Боровика), Второй зам («Агент 00» Г. Боровика), Гроссман («Плоды просвещения» Л. Толстого) и др. Исполнитель роли Анатолия Ефремовича Новосельцева в комедии Рязанова и Брагинского «Сослуживцы», которую через несколько лет воплотит на экране Андрей Мягков в фильме «Служебный роман».
Ушёл из Театра имени В. Маяковского в пенсионном возрасте. После чего участвовал в спектаклях театра «У Никитских ворот».
Много работал на радио.
Похоронен на Ваганьковском кладбище (58 уч.).

## Семья
- Брат — Анатолий Леопольдович Левинсон (1913, Варшава — 1938, Москва), альпинист, студент института инженеров транспорта им. Сталина, был расстрелян 9 февраля 1938 года на Бутовском полигоне по делу о шпионаже среди инструкторов альпинизма.
- Сын — Александр Бернгардович Левинсон, журналист[1].
- Дочь — Оксана Бернгардовна Левинсон, актриса.

## Роли в театре

### Театр имени К. С. Станиславского
- 1951 — «Грибоедов» С. А. Ермолинского. Режиссёр: Михаил Яншин
- 1953 — «Девицы-красавицы» А. Д. Симукова — Сергей
- 1953 — «На улице счастливой» Юрия Принцева. Режиссёры: Михаил Яншин и Т. Кондрашов — Степан Бумбараш
- 1956 — «Трус» А. А. Крона — Тиц
- 1957 — «Ученик дьявола» Бернарда Шоу — Ричард Даржен

### Театр имени В. Маяковского
- 1971 — «Сослуживцы» Э. Рязанова и Э. Брагинского — Анатолий Новосельцев

### «У Никитских ворот»
Режиссёр
- 1945 — Друзья остаются друзьями (Константина Симонова и Владимира Дыховичного)

### Театр на Таганке
- 1985 — Ничего особенного Виктории Токаревой

Театр Антона Чехова
- 1995 — Подземка  Режиссёр: Л. Трушкин — Гарри (чета Первис)

## Фильмография

### Актёр
- 1973 — Сослуживцы (телеспектакль) — Анатолий Ефремович Новосельцев (главная роль)
- 1978 — Целуются зори — дантист Фокельман
- 1979 — Интервью в Буэнос-Айресе (фильм-спектакль) — Бом (клоун)
- 1980 — Бенефис Татьяны Дорониной (фильм-спектакль)
- 1983 — Вознаграждение — 1000 франков (т/с) — Скаба
- 1987 — Визит к Минотавру — Кац (парикмахер)

### Актёр озвучивания
- 1969 — пластинка, сказка «Отшельник и роза» - Рак-отшельник
- 1977 — пластинка, сказка «Счастливый конец» — Король / учёный кот Фунт
- 1978 — пластинка «Робин Гуд» — рассказчик
- 1970 — Ананси - три желания[2] — леопард (в титрах В. Левинсон)
- 1973 — пластинка, сказка "Приключения Пифа" — кот Геркулес
- 1979 — Ошибка дядюшки Ау[3][4] — Ворон
- 1989 — Античная лирика[5]

## Награды
- Почётное звание «Заслуженный артист РСФСР»
- Почётное звание «Народный артист Российской Федерации» (2000) — за большие заслуги в области искусства[6]